# ناحیه شاتورایااوی‌هی
ناحیهٔ شاتورایااوی‌هی (به مجاری: Sátoraljaújhelyi járás) یک ناحیه در مجارستان است که در بورشود-آبااوی-زمپلن واقع شده‌است. ناحیهٔ شاتورایااوی‌هی ۳۲۱٫۳۸ کیلومتر مربع مساحت و ۲۳٬۰۵۸ نفر جمعیت دارد.